# Clivus Suburanus

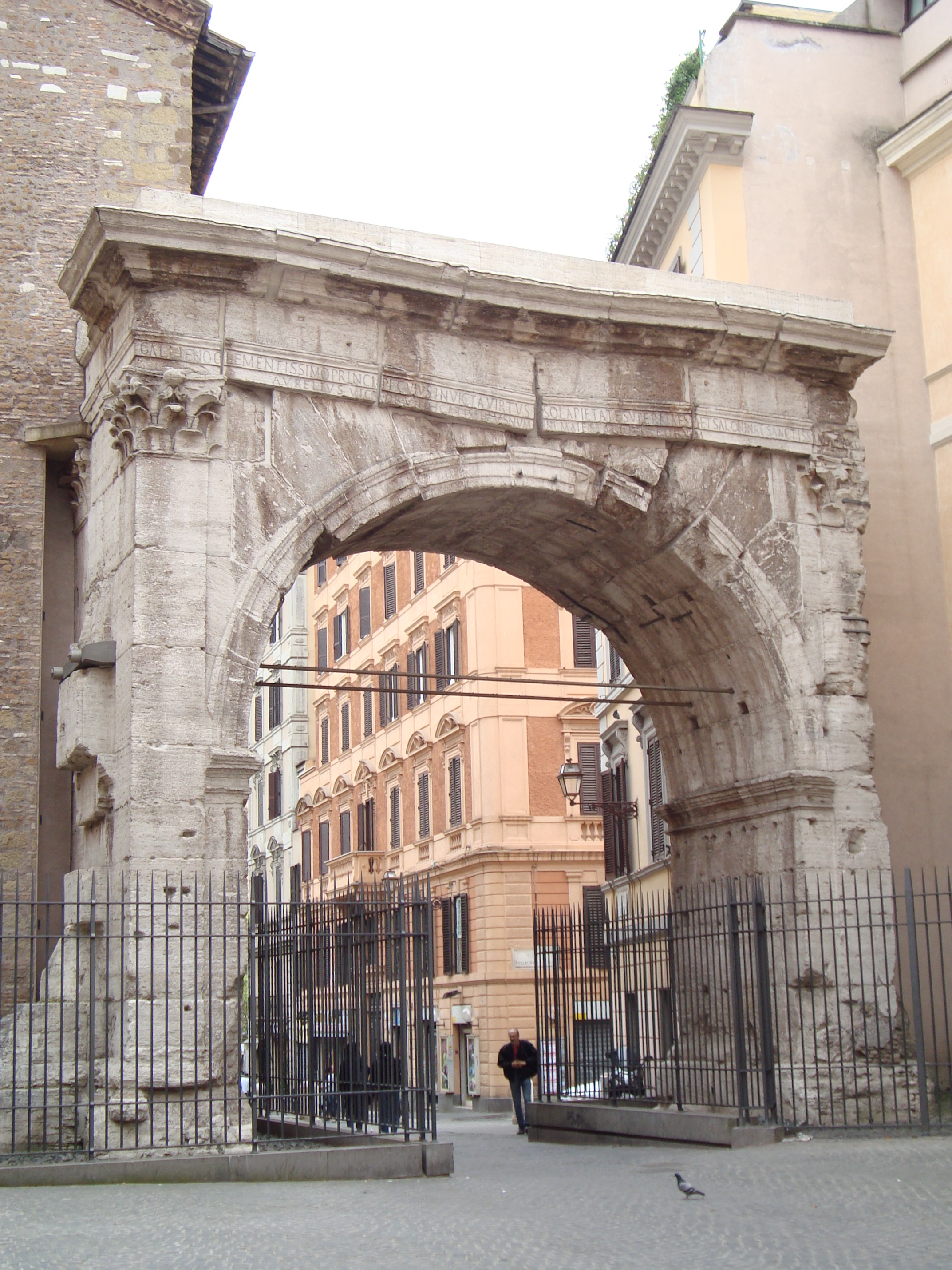
De Porta Esquilina, einde van de Clivus Suburanus

De Clivus Suburanus was een straat in het oude Rome.
De Clivus Suburanus ontleent zijn naam aan de drukke wijk Subura (Lat. clivus, helling, vandaar ook steile straat). Vanuit het centrum liep de Argiletum naar deze wijk en de Clivus Suburanus lag in het verlengde van deze belangrijke doorgaande weg. De clivus liep over de Esquilijn tot aan de Porta Esquilina van de Republikeinse stadsmuur.
De Clivus Suburanus staat deels afgebeeld op een bewaard gebleven fragment van de Forma Urbis Romae. Hierop staan ook nog winkels en huizen die aan het begin van de derde eeuw langs de straat lagen. De huidige Via di Santa Lucia in Selci, Via di San Martino en de Via di San Vito volgen dezelfde route als de antieke Clivus Suburanus. 